# Aigang
Aigang (kinesiska: 艾岗, 艾岗乡) är en socken i Kina. Den ligger i provinsen Henan, i den centrala delen av landet, omkring 120 kilometer sydost om provinshuvudstaden Zhengzhou. Antalet invånare är 31 968. Befolkningen består av 15 775 kvinnor och 16 193 män. Barn under 15 år utgör 23,0 %, vuxna 15-64 år 66 %, och äldre över 65 år 9,0 %.
Genomsnittlig årsnederbörd är 863 millimeter. Den regnigaste månaden är juli, med i genomsnitt 176 mm nederbörd, och den torraste är januari, med 7 mm nederbörd.